# Убийство Джо Кокс
Убийство Джо Кокс (англ. Murder of Jo Cox) — дело об убийстве британского депутата от Лейбористской партии 41-летней Хелен Джоанн «Джо» Кокс 16 июня 2016 года. Кокс была активной участницей кампании за сохранение членства Британии в ЕС. Была убита ультранационалистом за неделю до референдума о членстве Британии в ЕС. Это первое убийство депутата парламента Британии за 26 лет (с 1990 года, когда Ирландская республиканская армия подорвала машину парламентария-консерватора Иэна Гоу).

## История

### Предыстория

Джо Кокс

Джо Кокс была выпускницей Пемброук-колледжа Кембриджского университета, изучала общественные и политические науки. В 2002—2009 годах работала в международной гуманитарной организации Оксфам, возглавляла отделение по связи с ЕС, затем отделение политики и общественных кампаний, а чуть позже отделение гуманитарных кампаний.
7 мая 2015 года приняла участие в парламентских выборах в качестве кандидата от Лейбористской партии от избирательного округа Батли и Спен (Западный Йоркшир), победила, получив 43,2 % голосов.
Джо Кокс считала, что внешняя политика Британии излишне рациональна. В октябре 2015 года она основала и возглавила парламентскую межпартийную группу друзей Сирии, хотя в то время лейбористская партия, к которой принадлежала Кокс, выступала против вооруженного вмешательства Британии в Сирии, а консервативная — за вмешательство. Вместе с консервативным парламентарием Эндрю Митчеллом опубликовала статью в газете The Observer, где доказывала плодотворность возможного участия британских ВС в мерах по установлению мира в Сирии. Кокс выступала за то, чтобы Британия приняла как можно больше детей сирийских беженцев. Но осенью 2015 года воздержалась (возможно причиной явилась партийная дисциплина) при голосовании в Палате общин резолюции, разрешавшей использование британских ВС в Сирии, заявив, что миротворческие усилия должны быть многосторонними.

### Убийство
Джо Кокс была убита 16 июня 2016 года возле своей приёмной в местечке Берстолл недалеко от Лидса. Она была тяжело ранена после словесной перепалки с одним из мужчин. Он напал на Кокс, выстрелил в неё сначала два раза, потом третий раз — в голову, а затем нанёс несколько ударов ножом. Нападая, мужчина выкрикивал «Britain First!» («Британия прежде всего» — националистический слоган, название ультраправой партии). Полиция задержала подозреваемого в совершении преступления 52-летнего местного жителя Томаса Мейра. По утверждению американской правозащитной организации Southern Poverty Law Center, он и в действительности имел связи с неонацистскими группами (с американской неонацистской организацией «Национальный альянс» и в 1999 году получил от неё инструкцию по изготовлению в домашних условиях огнестрельного оружия). По иным сведениям, 52-летий садовник Мейр имел психические отклонения.
Оказавшийся рядом 77-летний мужчина, Бернард Картер-Кенни, попытался остановить Мейра, но получил удар ножом в живот.
Раненая Кокс была вертолётом доставлена в Лидс, в больницу Leeds General Infirmary, где и скончалась.
В ноябре 2016 года Томас Мейр был приговорён к пожизненному заключению. Он обвинялся по 4 статьям: в убийстве, нанесении тяжких телесных повреждений, хранении огнестрельного оружия и хранении холодного оружия.